# Phytodietus geniculatus
Phytodietus geniculatus là một loài tò vò trong họ Ichneumonidae.